# 明治産業 (福岡県)
株式会社明治産業（めいじさんぎょう、英: MEIJI SANGYO Co.,Ltd.）は、福岡県福岡市中央区薬院に本社を置く、エネルギー販売会社である。愛称「明治ガス」「メイジガス」。

## 事業拠点
- 本社 - 福岡市中央区薬院1-14-5 MG薬院ビル4F

最寄り駅は西鉄天神大牟田線の薬院駅。徒歩4分。

## 事業内容
プロパンガス（LPG）を主力に、電気販売も行う。
不動産マーケティング、プロパティマネジメント、賃貸管理、住宅リノベーション、セキュリティシステムの導入など、「住」に関する多角的なサービス提案し、不動産価値を高める事業を行っている。
- LPガス事業
- 電気事業
- 太陽光発電事業
- 不動産事業
- アセットマネジメント（AM）
- プロパティマネジメント（ＰＭ）
- 愛犬家住宅
- リノベーション
- FP

## 沿革
- 1957年（昭和32年）3月 - 明永芳光がLPガス小売業を個人創業
- 1961年（昭和36年）6月 - 資本金200万円にて「株式会社 明治産業」設立。明永芳光が代表取締役に就任
- 1975年（昭和50年）7月 - 明治産業本社社屋を新築
- 1986年（昭和61年）6月 - 資本金を4,000万円に増資
- 1987年（昭和62年）7月 - 明永ノリ子が代表取締役に就任
- 1999年（平成11年）9月 - 明永喜年が代表取締役に就任
- 2006年（平成18年）2月 - Pマーク取得
- 2008年（平成20年）2月 - 知的財産経営報告書作成
- 2009年（平成21年）
  - 1月 - プロバスケットボールチームのライジング福岡オフィシャルスポンサーに就任
  - 8月 - 本社を福岡市中央区薬院に移転
  - 12月 - 株式会社GOOD不動産を子会社化
- 2011年（平成23年）5月 - 株式会社NEOSを子会社化
- 2012年（平成24年）1月 - 株式会社ティーツーイーを子会社化
- 2012年（平成24年）2月 -「あ！めいじんぐ倶楽部」を商標登録
- 2014年（平成26年）11月 - 株式会社犬吉猫吉を子会社化
- 2016年（平成28年）4月 -「暮らしアンジェンリカ」を商標登録
- 2018年（平成30年）
  - 2月 - 人工知能AIコンシェルジュ導入、ガスご利用開始のお申込みを自動受付
  - 4月 – アートなラジオ番組「Our Culture, Our View」放送開始
  - 7月 – 人工知能ロアンナ導入、お問い合わせに自動回答
  - 7月 - 明治産業キャラクター「アメージングワールド」誕生
  - 11月 - ガスご利用停止のお申込みを自動受付
- 2019年（令和元年）7月 -「アメージングワールド」を商標登録
- 2020年（令和2年）
  - 3月 – 「明治産業ロゴマーク」を商標登録
  - 7月 - 検針アプリ「ハカルンダー」をリリース
- 2021年（令和3年）9月 – 高経年化マンション再生プロジェクト始動
- 2023年（令和5年）
  - 2月 - 本社エントランスにアートを導入
  - 5月 – 管理物件にスマートホームサービスを導入
  - 11月　– webメディア「文化の熱源」をリリース
- 2024年（令和6年）7月 – ホテル「AMP FLAT daimyo Terrace」をオープン

## キャッチフレーズ
「“住”を通じてあなただけのプラスを提供します。」をスローガンに、住まいのあらゆる課題をワンストップで解決する“住のソリューションプロバイダー”として活動している。
「住」に関する多角的なサービスを提供し、不動産価値を高める事業を展開している。

## CSR活動
福岡拠点のプロバスケチーム「ライジングゼファーフクオカ」のスポンサーとなるほか、地元小学校に博多人形の絵付け体験出前授業を行う等、「快適な暮らしづくり」「安全な環境づくり」「文化の形成と継承」を基盤にアートやスポーツを通じた積極的なCSR活動を展開している。
- 朝礼で対話型鑑賞を実施
- 地元の演劇団体であるPUYEY（ぷいえい）による、演劇作品を用いたリスペクトコミュニケーション研修の開催
- 浜辺のゴミでつくった絵の具を用いた、絵画ワークショップの開催

### 博多人形絵付け体験出前授業
2022年よりラブエフエム国際放送株式会社と共同で、子どもたちに地元福岡の伝統文化に触れ、モノづくりの楽しさと、クリエイティブ思考を学んでもらうことを目的に、博多人形絵付け体験出前授業を行っています。
2022年度実施校
- 赤坂小学校
- 百道小学校
- 博多小学校

2023年度実施校
- 香椎小学校
- 住吉小学校
- 福岡教育大学付属小学校 特別支援学級
- 赤坂小学校

2024年度実施校
- 赤坂小学校
- 田島小学校
- 西新小学校
- 横手小学校

## 営業エリア
福岡県、佐賀県、長崎県、大分県、熊本県、鹿児島県

## 関連会社
- 株式会社GOOD不動産
- 株式会社NEOS

## その他
2018年2月1日より「AIコンシェルジュ」を導入し、入居の自動受付を開始した。